# Stare Wierzchowo
Stare Wierzchowo (niem. Sassenburg) – wieś w Polsce położona w województwie zachodniopomorskim, w powiecie szczecineckim, w gminie Szczecinek. Wieś założona w 1579 roku, położona nad jeziorem Wierzchowo, z którego wypływa rzeka Gwda (jezioro i rzeka pierwszej klasy czystości wody). W widłach dróg w centrum wsi znajduje się neobarokowy kościół parafialny pw. MB Dobrej Rady z końca XVIII w. zbudowany na pruski mur z wieżą szachulcową, przebudowany w 1928 roku. Ryglowa (inaczej szachulcowa – cechą tej konstrukcji są drewniane kratownice powstałe z połączenia belek, pełniące funkcje nośne, zaś przestrzenie między belkami wypełniane są murem ceglanym, tynkowane i malowane na biało) wieża z kopulastym hełmem z XIX w., przylega do zachodniej strony nawy. Wewnątrz drewniany sufit i chór organowy z czynnymi organami.
Informacje praktyczne: sklep spożywczo-przemysłowy i kolonia domków letniskowych nad jeziorem Wierzchowo. Wieś leży 2 km od drogi krajowej nr 11 na odcinku Szczecinek – Koszalin.
Według danych z 1 stycznia 2011 roku wieś liczyła 159 mieszkańców. 